# Prodidomus robustus
Prodidomus robustus là một loài nhện trong họ Gnaphosidae.
Loài này thuộc chi Prodidomus. Prodidomus robustus được R. de Dalmas miêu tả năm 1919.